# Yves Desmarets
Yves Hadley Desmarets (Parigi, 19 luglio 1979) è un ex calciatore francese naturalizzato haitiano, di ruolo centrocampista.

## Carriera

### Nazionale
Ha partecipato alla CONCACAF Gold Cup 2013.

## Palmarès

### Club

#### Competizioni nazionali
- Segunda Liga: 1

Belenenses: 2012-2013